# Ines Nrehy
Ines Nrehy, née le 1er octobre 1993 à Daloa, en Côte d'Ivoire, est une footballeuse internationale ivoirienne. 

## Biographie
Ines Nrehy participe avec l'équipe de Côte d'Ivoire à la Coupe du monde 2015 organisée au Canada. Lors du mondial, elle joue trois matchs : contre l'Allemagne, la Thaïlande, et la Norvège. Il s'agit de trois défaites.
Elle participe également avec la sélection ivoirienne à la Coupe d'Afrique des nations en 2012 et en 2014. Elle se classe troisième de la compétition en 2014.
Elle prend part à la Ligue des champions avec les clubs de Rossiyanka et du Spartak Subotica.

## Palmarès
- Troisième du Championnat d'Afrique des nations en 2014 avec l'équipe de Côte d'Ivoire
- Championne de Côte d'Ivoire en 2010 et 2012 avec la Juventus de Yopougon
- Championne de Serbie en 2014 et 2015 avec le Spartak Subotica
- Vainqueur de la Coupe de Serbie en 2014 et 2015 avec le Spartak Subotica
- Championne de Russie en 2016 avec le WFC Rossiyanka